# Wallmapuwen
Wallmapuwen (en mapudungun, «los integrantes del Wallmapu»; usualmente traducido al español como «compatriotas del país mapuche») fue un movimiento político indigenista mapuche de Chile, con sede en Temuco. Estuvo constituido legalmente como partido político entre 2016 y 2017.

## Historia
Este partido se originó a partir de un núcleo fundador en abril de 2005. En agosto de ese año, firmó su declaración de principios y en octubre realiza una reunión para darse a conocer públicamente. El 4 de noviembre de 2006, lanzó sus bases programáticas en la ciudad de Temuco, y un año más tarde, el 24 de noviembre de 2007, en un acto público en la misma ciudad, suscribió el acta de su inscripción ante el Servicio Electoral (Servel), constituyéndose en el primer proyecto de partido político propiamente mapuche de la historia de este pueblo en inscribirse legalmente. Su inscripción fue rechazada en seis ocasiones.
El 11 de julio de 2015 fue creado oficialmente el partido, y el 30 de octubre de ese mismo fue declarado como «partido político en formación» por el Servel, iniciando el proceso de recolección de firmas para constituirse de forma legal. Presentaron alrededor de 1300 firmas el 21 de abril de 2016, y el 2 de junio el Servicio Electoral inscribió legalmente al partido en la Región de la Araucanía. Sin embargo, al no tener el número mínimo de militantes, el Servel anunció el 27 de abril de 2017 que el partido sería disuelto al no alcanzar el número mínimo de militantes en tres regiones contiguas u ocho discontiguas.
Para el plebiscito constitucional de octubre de 2020 formó parte del comando Apruebo Chile Digno, establecido entre Unidad para el Cambio y aquellas fuerzas que se retiraron del Frente Amplio, como el Partido Igualdad, el Partido Pirata, el Movimiento Democrático Popular y grupos menores.

## Ideología y propuestas
Es de ideología de izquierda, democrática, nacionalista mapuche, autonomista y laica.
Su principal objetivo es lograr, en el marco de un Estado plurinacional, plurilingüístico y descentralizado en Chile, un estatuto de autonomía para la Región de La Araucanía más algunas comunas adyacentes de las regiones del Biobío y de Los Ríos, la que debería tomar el nombre de Wallmapu (literalmente en castellano «Territorio circundante», es decir, el área tradicional de asentamiento mapuche durante los siglos XIX y XX).
De este modo busca autocentrar la vida política mapuche en su propio territorio, como forma de garantizar la existencia nacional mapuche, superando así la ideología y la política indigenista y comunitarista predominantes en la visión del Estado, la sociedad chilena e inclusive en parte del movimiento mapuche. También busca lo co-oficialidad del mapudungun, la principal seña de identidad del pueblo mapuche, en la región a autonomizar, siguiendo el ejemplo de las nacionalidades históricas y el modelo de las comunidades autónomas en España.
Wallmapuwen ha establecido acuerdos de cooperación con otras fuerzas políticas como Esquerra Republicana de Catalunya (ERC), el Bloque Nacionalista Galego (BNG), ambos en España, y la Unión Democrática Bretona (UDB), en Francia. Durante 2007 estableció relaciones con la Alianza Libre Europea (ALE), partido político con representación en el Parlamento Europeo, conformado por una treintena de partidos independentistas, autonomistas y regionalistas.

## Resultados electorales

### Elecciones municipales
|  | 0,01 % |

|  | 0,09 % |

Nota: Los resultados de la elección de concejales de 2016 incluye a los independientes apoyados por el partido dentro del pacto «Yo Marco por el Cambio».